# Décima (impuesto)
La décima o el décimo penique (neerlandés: Tiende penning) fue un impuesto concebido por el III duque de Alba Fernando Álvarez de Toledo en 1569 para financiar los gastos de los tercios del Imperio español a costa de las provincias de los Países Bajos, en aquel tiempo bajo dominio español. Lo excesivo de la contribución y los métodos violentos de su implantación condujeron a los levantamientos que agravaron la guerra de Flandes o guerra de los ochenta años.

## Contexto

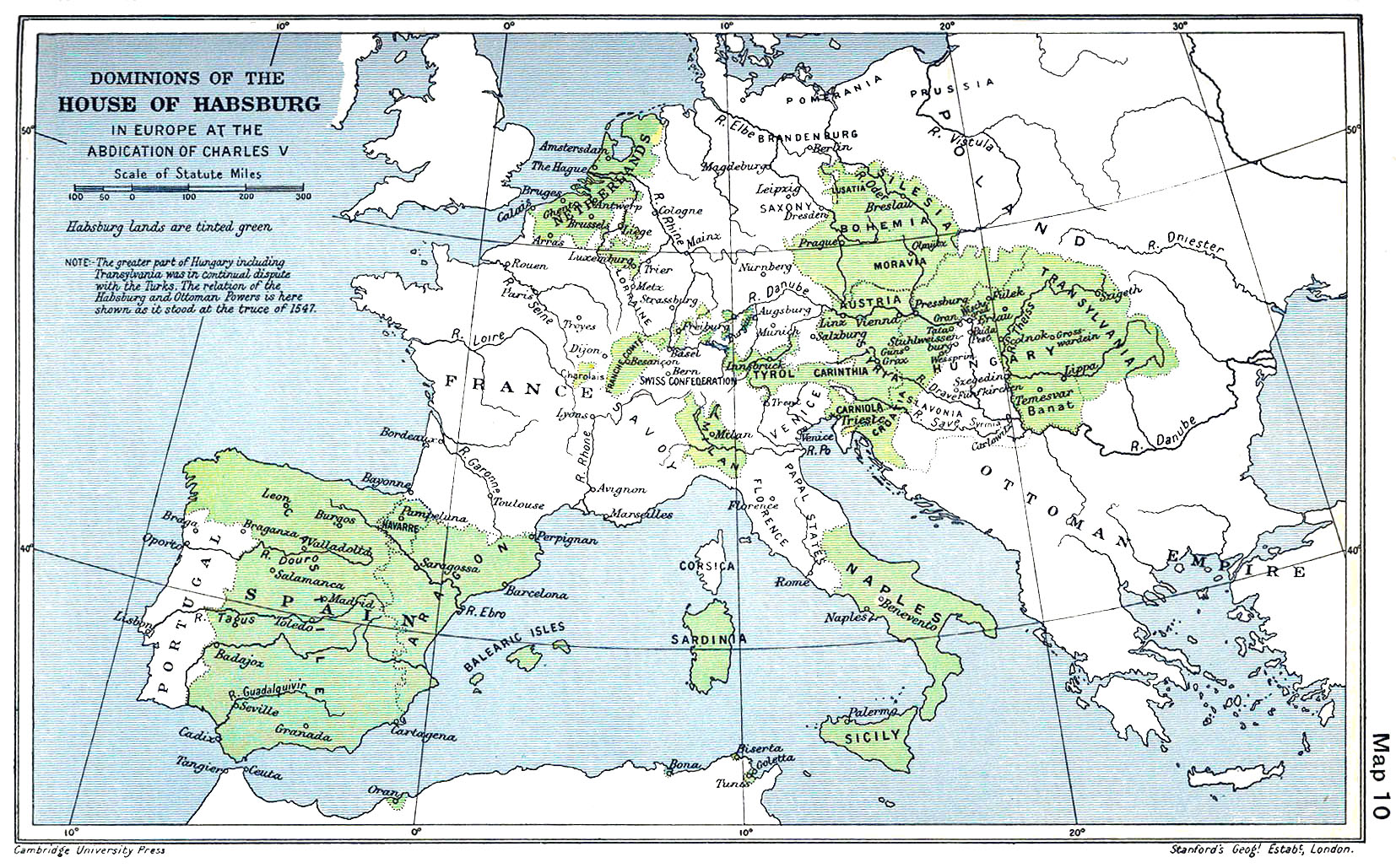
El Imperio español en Europa a mediados del.

A mediados del siglo XVI los Países Bajos, pertenecientes al Imperio español bajo el reinado de Felipe II, iniciaron una serie de revueltas (conocidas como la guerra de Flandes o guerra de los ochenta años), como consecuencia de las imposiciones religiosas católicas a las que estaban sometidas por España. El rechazo por parte de las autoridades españolas del compromiso de Breda de 1566, en el que la nobleza holandesa pedía la libertad de culto religioso y la abolición de la Inquisición provocó violentas protestas populares; la fundación en 1567 del Tribunal de los Tumultos, que castigaría sangrientamente estas protestas; y la presencia en suelo holandés de los tercios españoles contribuyeron a la crispación. El III duque de Alba Fernando Álvarez de Toledo era gobernador de los Países Bajos en nombre del rey de España.

## El impuesto
El duque de Alba concibió la implantación de un impuesto con el que poder sufragar los gastos de mantenimiento de los tercios españoles en el país. El nuevo impuesto, presentado el 20 de marzo de 1569 ante los Estados Generales de los Países Bajos reunidos en Bruselas constaba de tres partes: 
- La centésima: Pago del 1% de todas las propiedades; este impuesto sería pagado una única vez;
- La vigésima: El 5 % sobre los bienes raíces y heredades;
- La décima: El 10 % sobre todas las compraventas de bienes muebles, una especie de IVA basado en la alcabala en vigor en España;

Las dos últimas imposiciones deberían continuar mientras lo exigiesen las necesidades públicas.

## Consecuencias

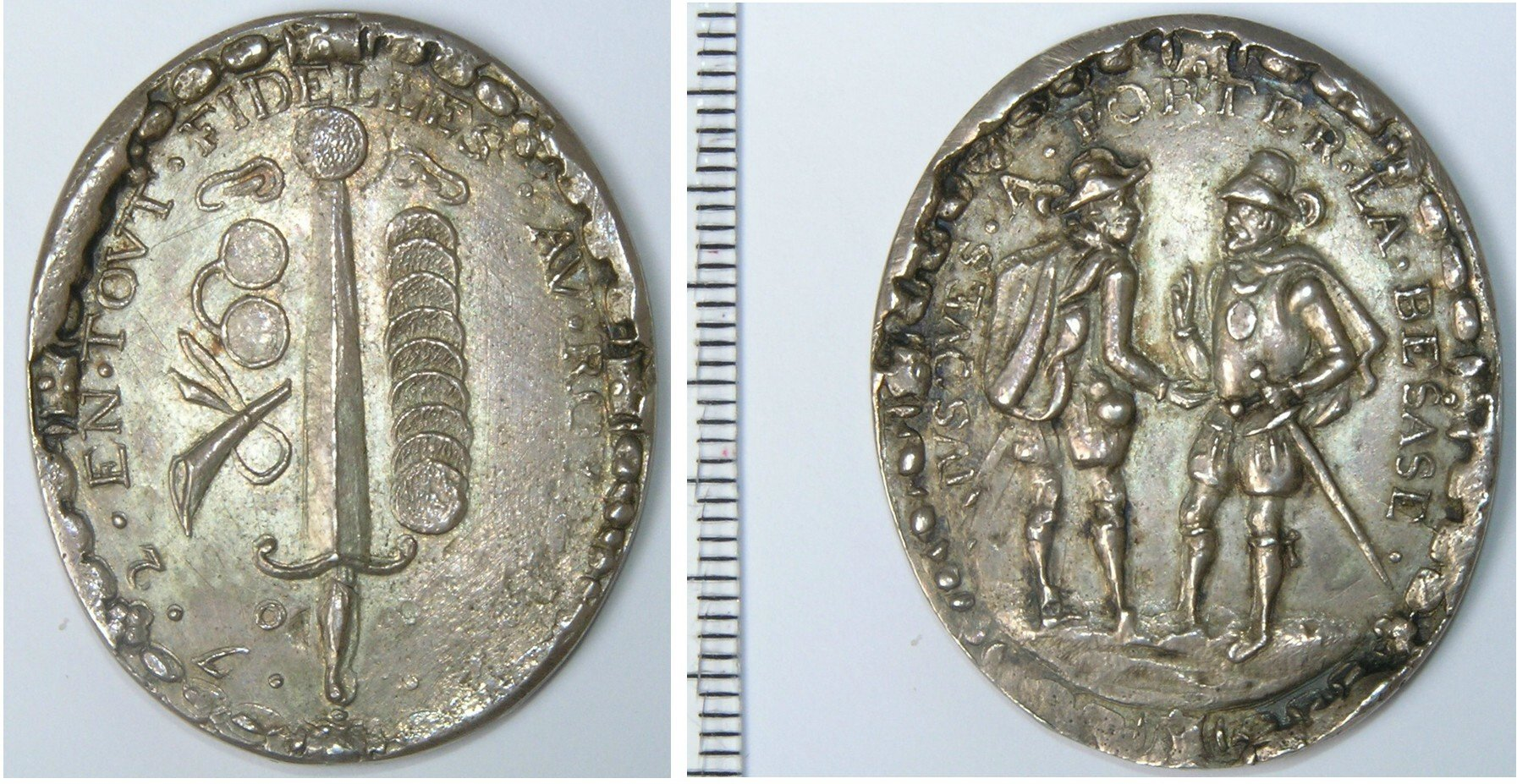
Medalla acuñada en 1572 en los Países Bajos alusiva a la décima.

En un lugar como los Países Bajos, donde el comercio era la base de la economía, estos impuestos fueron considerados desorbitados. Lo excesivo de la cantidad que se pretendía recaudar llevó a los Estados Generales a rechazar el nuevo impuesto.
Tras las conversaciones entre ambas partes, los estados accedieron al pago de la centésima, además de una cuota anual de dos millones de florines durante dos años. En agosto de 1571, vencido el plazo convenido, el duque de Alba, contra la opinión de sus consejeros, pretendió implantar definitivamente la décima, más lucrativa que las cuotas anuales, amenazando con utilizar la fuerza militar para la recaudación en caso de negativa.
La carga económica que suponía el impuesto favoreció la emigración de la población hacia el extranjero; el conflicto entre España y los Países Bajos se vio agravado más allá de las imposiciones religiosas que lo habían originado.
En 1572 los comerciantes holandeses, en su rechazo al impuesto, cerraron sus comercios, provocando una grave escasez de los productos básicos y paralizando la vida diaria del país. En un intento por dar un escarmiento que sirviera de ejemplo a la población, el duque de Alba ordenó el ahorcamiento de 18 de ellos, pero la ejecución se vio postergada por la toma de Brielle por los mendigos del mar el 1 de abril y por el alzamiento generalizado de las ciudades próximas.

## Enlaces
- Carta del duque de Alba a S.M. relativa a la implantación de los nuevos impuestos (1569)

- Datos: Q2397863